# 布赖顿市政厅
布赖顿市政厅（英語：Brighton Town Hall）位於英國英格蘭東薩塞克斯郡布赖顿的巴多羅買廣場，於1830年提出興建並於1832年建成。此市政廳用以取代舊市政廳，並同樣設有警察局拘留室，拘留室一直使用至1967年，現已開放為舊拘留室博物館（Old Police Cells Museum）。布萊頓和霍夫市議會的註冊辦事處亦設在此市政廳。